# Crudia caudata
Crudia caudata är en ärtväxtart som beskrevs av David Prain. Crudia caudata ingår i släktet Crudia, och familjen ärtväxter. Inga underarter finns listade i Catalogue of Life.